# Gingerhead
Gingerhead je česká hudební skupina z Prahy, hrající směs rocku, popu a funk music.[zdroj?] Mezi zakládající členy patří zpěvačka Eliška Pekárek Flaková, kytarista a skladatel Luboš Moravec (dříve Walk Choc Ice) nebo někdejší člen Tata Bojs a výtvarník Maťo Mišík (starší syn zpěváka Vladimíra Mišíka). Skupina byla založena v roce 2015.

## Historie
Skupina vznikla v roce 2015 v Praze. Počáteční podobu Gingerhead tvořil Luboš Moravec (dříve působil ve skupině Walk Choc Ice, spolupracoval s Ivanem Králem nebo Davidem Kollerem), Maťo Mišík (dříve Tata Bojs, Aneta Langerová a další), zpěvačka Eliška Pekárek Flaková (bývalá členka dívčí rockové skupiny Reskata), basista Vlasta Klein (bývalý člen grunge skupiny devadesátých let Gallery of the Dirt) a bubeník Daniel "Dandýs" Dyk. Posledně jmenovaný ze skupiny odešel v průběhu nahrávání připravovaného EP a nahradil ho Tomáš Piala (bývalý člen skupiny Jarret).
Skupina vstoupila na kytarovou scénu v první jarní den roku 2016 se svou skladbou Holy Ground. Následovala intenzivní práce na debutovém EP. Na poslední chvíli[zdroj?] se skupina rozhodla nahrát ve studiu 3bees v Jinočanech a několik písní zcela naživo, bez dotáček a jiných studiových úprav (tzv. live studio session). S financováním nahrávky pomohli fanoušci pomocí crowdfundingové kampaně na serveru Hithit. Skupina tak na podzim 1. října 2016 vydala své debutové Holy Ground - EP, které přineslo 7 převážně anglicky zpívaných skladeb včetně bonusového materiálu Live In Studio. Album bylo téhož dne pokřtěno v pražské Malostranské besedě.[zdroj?]

## Sestava
Stálou sestavu skupiny Gingerhead tvoří:
- Eliška Pekárek Flaková – zpěv
- Luboš Moravec – kytara, zpěv
- Maťo Mišík – kytara
- Vlastimil Klein – baskytara, zpěv
- Tomáš Piala – bicí

## Diskografie
- Holy Ground - EP (2016)
- Live in studio - EP (2017)
- Raise Me Up - singl (2018)
- I don't care - singl (2018)
- Jediný na čem záleží - album (2020)